# 아라시 모터 컴퍼니
아라시 모터 컴퍼니(영어: Arash Motor Company)는 영국 서퍽주 뉴마켓에 있는 스포츠카 제조 회사이다.

## 역사
1999년에 아라시 파부드(영어: Arash Farboud)가 파부드 리미티드(영어: Farboud Limited)로 설립했다. 2001년에 버밍엄 오토스포츠쇼 전시를 목적으로 파부드 GT 모델을 개발했고 2002년에 출시되었다. 2003년에 컨셉트카 사양인 파부드 GTS 모델이 출시되었다. 2006년에 현재의 사명으로 변경되었고, 2007년에 파부드 GTS 모델을 정식으로 출시되었다. 2009년에 쉐보레 코르벳 V8 엔진을 탑재한 아라시 AF10 모델이 출시되었다. 2010년 파부드 GTS 모델이 지네타 자동차에 매각되면서 지네타 F400 모델로 변경되었다. 2016년에 아라시 AF8 모델이 제네바 모터쇼를 통해 최초로 전시되었다.

## 모델

### 파부드 GT

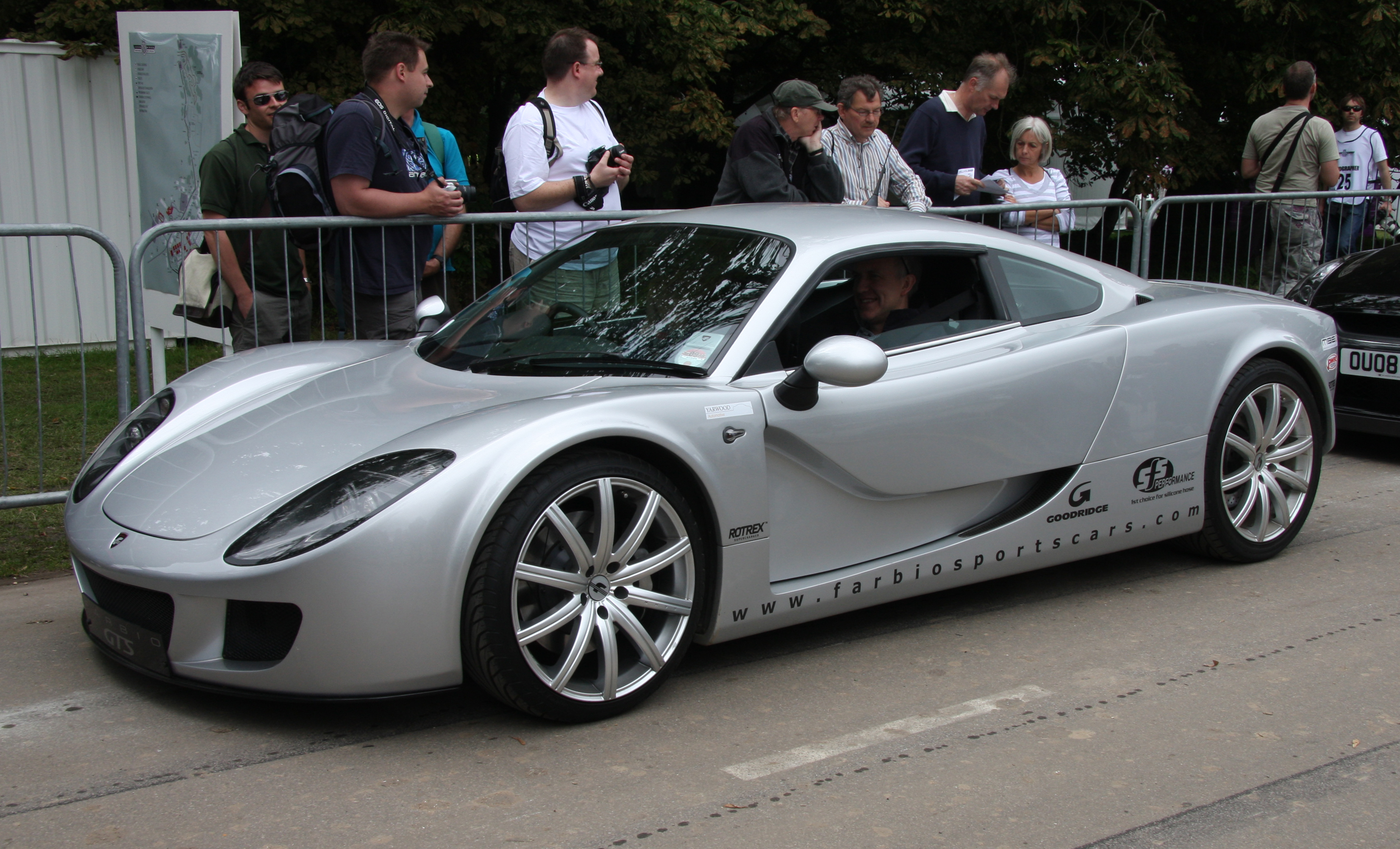
파부드 GT

2002년에 버밍엄에서 개최한 오토스포츠 인터내셔널 쇼를 통해 출시된 모델로 엔진은 V6형 트윈 터보 엔진을 탑재했다.

### 파부드 GTS

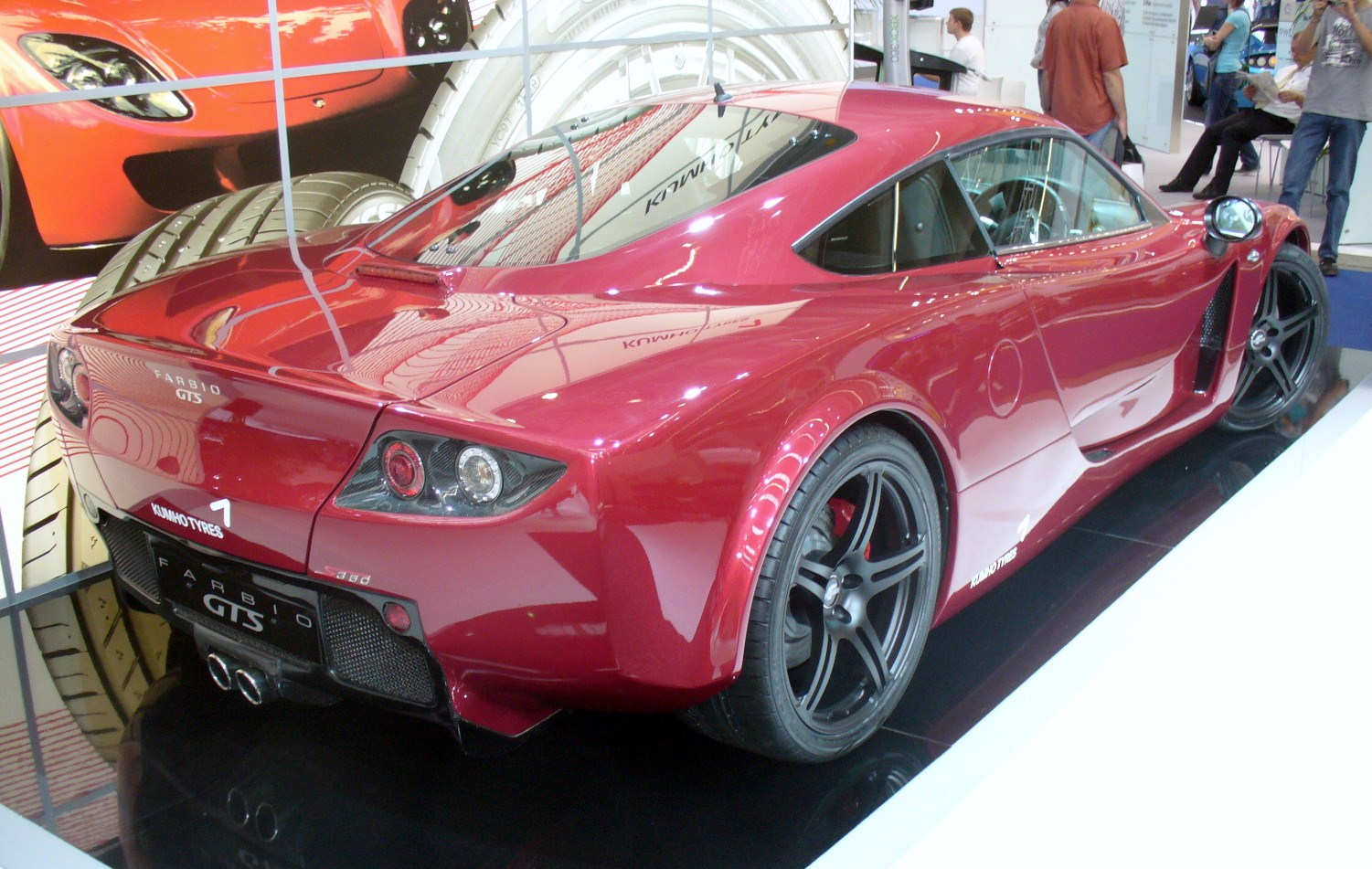
파부드 GTS 350

2003년에 컨셉트카로 최초로 출시되었다. 2007년에 파비오 스포츠카에 매각할 때까지 3대만 생산했으며, 2008년에 정식 모델이 출시되었다. 2010년에 지네타 카스에 매각되면서 지네타 F400 모델로 변경되었다.

### 아라시 AF10

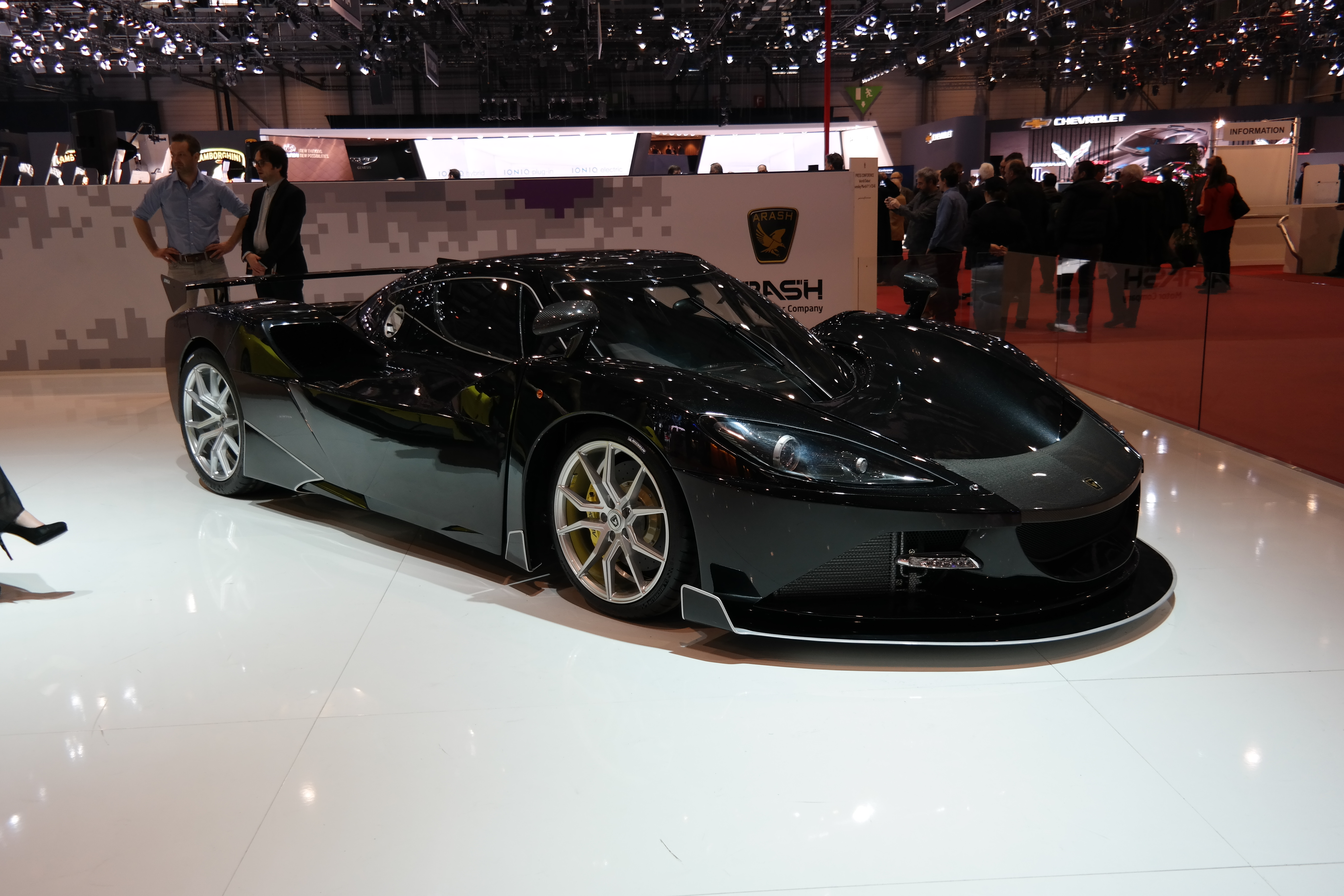
아라시 AF10

2009년에 출시된 모델로, 엔진은 쉐보레 코르벳에 탑재한 V8형 엔진을 탑재했다.
현재까지 정식으로 출시되지 않았지만, 2016년에 하이브리드 모델이 발표되었고, 기존 모델과 달리 550마력의 6.2L V8형 엔진을 탑재했다.

### 아라시 AF8

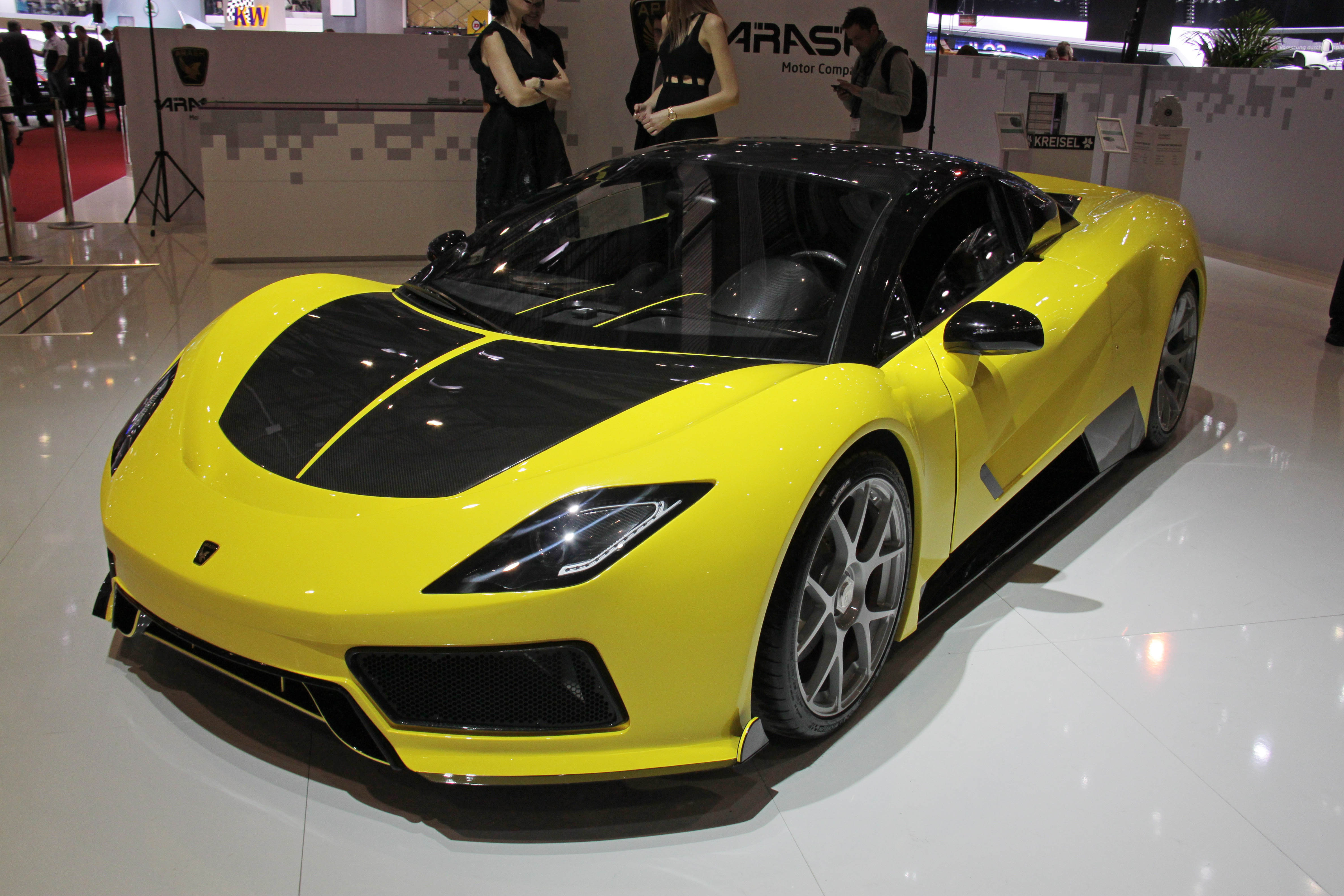
아라시 AF8

2016년에 제네바 모터쇼를 통해 출시되었다. 505마력의 6.2L V8형 엔진을 탑재했으며 기존에 출시된 아라시 AF10보다 마력이 줄어든 것이 특징이다.